# Jean Baptiste Robert van Velde de Melroy et Sart-Bomal
Le baron Jean Baptiste Robert van Velde de Melroy et Sart-Bomal, né à Bruxelles le 9 juillet 1743 et mort à Bruxelles le 22 janvier 1824, est un prélat, évêque de Ruremonde de 1794 à 1801.

## Source
- Biografische aantekening op DBNL

- Ressource relative à la religion :   - Catholic Hierarchy
- Notice dans un dictionnaire ou une encyclopédie généraliste :   - Biografisch Portaal van Nederland